# Phineas Gage
Phineas Gage (9. července 1823 Grafton County – 21. května 1860 San Francisco) byl americký železniční dělník, který přežil těžkou nehodu s poškozením mozku.
Dne 13. září 1848 pracoval jako předák na stavbě trati nedaleko vesnice Cavendish ve Vermontu. Po předčasném výbuchu nálože mu proletěla hlavou železná pěchovací tyč dlouhá více než jeden metr, silná v průměru přes tři centimetry a vážící šest kilogramů. Gage se po deseti týdnech léčení z úrazu zotavil, ale přišel o levé oko a utrpěl poškození frontálního mozkového laloku. Po zotavení vystupoval v show Phinease Taylora Barnuma, pak byl v Chile řidičem dostavníku a od roku 1859 pracoval na farmě v Kalifornii. Ačkoli zranění nesnížilo jeho intelektuální schopnosti, postupně se u něj projevila změna povahy, z mírného člověka se stal náladovým, sobeckým a agresivním. Trpěl také záchvaty epilepsie a jeden z nich se stal příčinou jeho smrti ve věku 36 let.
Gageův případ sehrál významnou roli při výzkumu fungování lidského mozku.